# Инвреа, Сильвестро
Сильвестро Инвреа (итал. Silvestro Invrea; Генуя, 1530 — Генуя, 1607) — дож Генуэзской республики.

## Биография
Сын Бернардо Инвреа (или Бернардо Дориа Инвреа, как в других источниках) и Марии Джустиниани Лонги, родился в Генуе в 1530 году. Занявшись политической карьерой, от имени "новой" знати он был избран дожем 3 марта 1607 года, 86-м в истории республики.
Правление Инвреа вошло в историю как самое короткое: всего 13 дней. Причиной тому - внезапная смерть дожа 17 марта того же года. Из-за такой скоротечности правления Инвреа, как сообщают источники, даже не успел пройти церемонию интронизации, это тоже стало единственным случаем в истории Генуи.
Был женат на Лауре Джудиче, которая родила ему шестерых детей: Ипполито, Лепидо, Марчелло, Томмазину (была выдана за будущего дожа Пьетро Де Франки), Клелию и Сеттимию. 